# Dansevise
Dansevise – singel duńskich piosenkarzy Grethe i Jørgena Ingmannów, wydany w 1963. Piosenkę napisali Otto Francker i Sejr Volmer-Sørensen.
Kompozycja wygrała w finale Dansk Melodi Grand Prix 1963, dzięki czemu reprezentowała Danię w 8. Konkursie Piosenki Eurowizji w Londynie. 23 marca 1963 zajęła pierwsze miejsce w finale konkursu po zdobyciu 42 punktów.
Piosenka została nagrana również w językach: angielskim („I Loved You”) i niemieckim („Der Sommer ging vorüber”).

## Lista utworów
Singel 7″ (Dansevise)
1. „Dansevise”
2. „Forevigt forbi”

Singel 7″ (Der Sommer Ging Vorüber [Dansevise])
1. „I Loved You (Dansevise)”
2. „My Little Boy”

Singel 7″ (I Loved You [Dansevise])
1. „Der Sommer ging vorüber (Dansevise)”
2. „Das Ende der Welt (The End of the World)”

## Notowania na listach przebojów
| Lista (1963)     | Pozycja |
| ---------------- | ------- |
| Belgia (Walonia) | 12      |
| Niemcy           | 49      |
| Norwegia         | 7       |